# Timbangreja
Timbangreja is een bestuurslaag in het regentschap Tegal van de provincie Midden-Java, Indonesië. Timbangreja telt 4425 inwoners (volkstelling 2010).